# آرمن مکویان
آرمن سرگئی مکویان (ارمنی: Արմեն Սերգեյի Մկոյան؛ انگلیسی: Armen Mkoyan؛ زادهٔ ۱۵ مهٔ ۱۹۶۱) کارآفرین ارمنی‌تبار اهل گرجستان که رئیس مؤسس الیت گروپ می‌باشد.

## زندگی‌نامه
وی در ۱۵ مهٔ ۱۹۶۱ در سامتسخه-جاواختی به دنیا آمد و در سال ۱۹۷۵ به ایروان نقل مکان نمود. وی از دانشگاه دولتی ایروان و دانشگاه دولتی مسکو فارغ‌التحصیل گشت. وی همچنین برنده جوایزی همچون نشان آنانیا شیراکاتسی و مدال یادبود نخست‌وزیر ارمنستان شد.